# István Juhász
Istaván Juhász (Budapeste, 2 de julho de 1943) é um matemático húngaro. Atua principalmente em topologia geral, topologia conjuntista e combinatória infinitária. Atualmente, Juhász é membro da Academia de Ciências da Hungria e um dos pesquisadores do Instituto de Matemática Alfréd Rényi.

## Prêmios[2]
- Prêmio Paul Erdős (1973)
- Prêmio Acadêmico da Academia de Ciências da Hungria (1997)
- Medalha Szele Tibor (1997)